# Songs from the Superunknown
Songs from the Superunknown è un EP del gruppo statunitense dei Soundgarden, pubblicato nel 1995 dalla A&M Records in supporto dell'album Superunknown (1994).

## Il disco
L'EP è costituito dalla sola parte audio (cinque canzoni). In aggiunta è stato pubblicato il CD-ROM multimediale Alive in the Superunknown contenente le prime quattro tracce dell'EP più una traccia dati con fotografie della band, un videogioco, quattro video musicali (The Day I Tried to Live, Black Hole Sun, My Wave e Fell on Black Days), un video della canzone Superunknown realizzato in computer grafica, un video dal vivo di Kickstand e altro.

## Tracce
| #  | Canzone               | Durata | Composta da                                           | Originariamente in                | Note                                                   |
| -- | --------------------- | ------ | ----------------------------------------------------- | --------------------------------- | ------------------------------------------------------ |
| 01 | Superunknown          | 5:06   | Chris Cornell, Kim Thayil                             | Superunknown                      | Versione dell'album                                    |
| 02 | Fell on Black Days    | 5:26   | Chris Cornell                                         | Fell on Black Days (singolo)      | Versione alternativa, usata per il video della canzone |
| 03 | She Likes Surprises   | 3:17   | Chris Cornell                                         | Superunknown                      | Bonus track della versione internazionale dell'album   |
| 04 | Like Suicide          | 6:11   | Chris Cornell                                         | The Day I Tried to Live (singolo) | Eseguita in acustico da Chris Cornell                  |
| 05 | Jerry Garcia's Finger | 4:00   | Matt Cameron, Chris Cornell, Ben Shepherd, Kim Thayil | Inedito                           | Presente solo in Songs from the Superunknown           |

## Formazione
- Matt Cameron – batteria
- Ben Shepherd – basso
- Chris Cornell – voce, chitarra
- Kim Thayil – chitarra